# Les Quatre Étapes de la cruauté

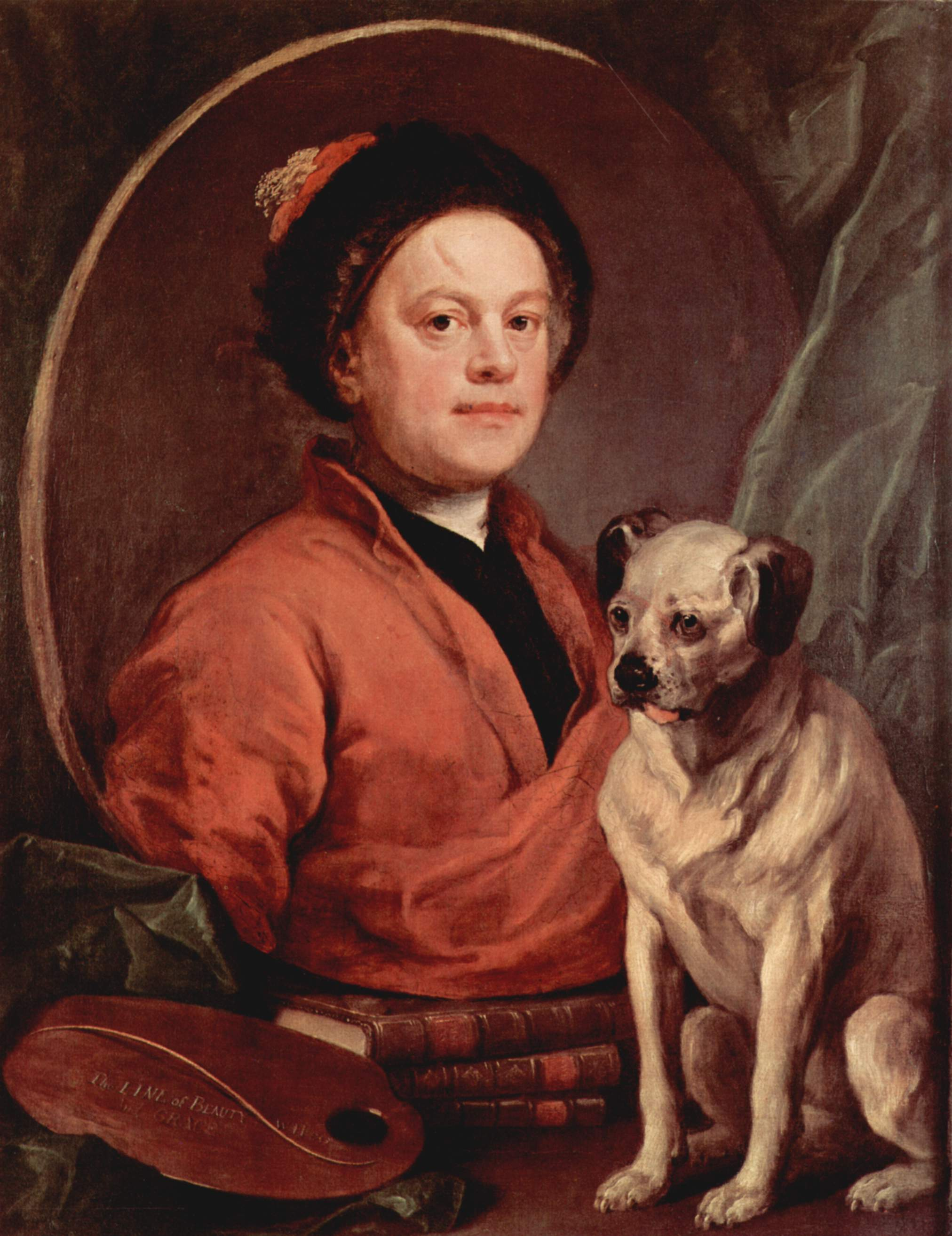
William Hogarth, Le Peintre et son carlin, autoportrait de 1745.

Les Quatre Étapes de la cruauté (The Four Stages of Cruelty) est une suite de quatre gravures exécutées en 1751 par l'artiste britannique William Hogarth. Les gravures décrivent le parcours de Tom Nero, un personnage fictif originaire de Londres, cruel envers les animaux, depuis son enfance jusqu'à sa fin tragique : son exécution en tant que meurtrier et sa dissection.

## Dispositif
William Hogarth cherche avant tout à faire passer à travers ses quatre gravures un message moral. Il raconte une histoire en images, chaque image devient une séquence au sein d'une suite. Pour cela, il accompagne chacune de ces images par un titre et une légende qui prend la forme d'un poème, un peu à la manière d'une fable, ici découpée en quatre épisodes ou étapes.
Le texte disposé sous chaque image est l'œuvre d'un ami d'Hogarth, le révérend et dramaturge James Townley (en), qui avait déjà composé des vers destinés à la gravure Gin Lane (La Ruelle du gin).
La première gravure s'intitule Première Étape de la cruauté (First Stage of Cruelty). Elle décrit Tom Nero, enfant, torturant un chien.
Tom est ensuite dépeint adulte, frappant un cheval dans Seconde Étape de la cruauté (Second Stage of Cruelty).
Tom Nero commet ensuite un vol, devient un séducteur et finit par tuer sa conquête dans la troisième gravure, La Cruauté parfaite (Cruelty in Perfection).
Dans la dernière scène, intitulée La Récompense de la cruauté (The Reward of Cruelty), le corps de Nero est disséqué par des chirurgiens dans une salle d'anatomie.

## Contexte

### Aspects moraux
Hogarth est choqué par les actes de cruauté gratuits et courants dont il est témoin à cette époque dans les rues de Londres. À l'instar d'autres gravures de Hogarth, telles que Beer Street et Gin Lane, Les Quatre Étapes de la cruauté sont publiées pour mettre en garde contre un comportement immoral, montrant le chemin facile qui mène d'un enfant voyou à un condamné. Il souhaite « faire prendre conscience aux gens que tous leurs actes ont leurs conséquences » et son but est de corriger « ce traitement barbare des animaux, dont la vue même rend les rues de notre métropole si pénibles pour tous les esprits,. »
Sur le plan personnel, Hogarth vit, en partie seulement, et ce depuis deux ans, retiré dans sa maison de campagne à Chiswick. Il a donc pris ses distances avec la vie grouillante des rues londoniennes. Par ailleurs, il apprécie les animaux : son Autoportrait au chien (1745), où il se représente avec son carlin en témoigne, ainsi que sa famille et ses amis qui le disent entouré de chevaux, d'oiseaux, et autres animaux de basse-cour dans sa maison.
La morale générale de cette histoire est assez accessible : Les Quatre Étapes de la cruauté disent en substance que « les enfants cruels deviendront, si la société les laisse faire, des adultes criminels ». Hogarth, qui n'a pas d'enfant, est très sensible à leur sort. Depuis 1739, il investit beaucoup de son temps auprès de son ami Thomas Coram, fondateur de l'orphelinat londonien, le Foundling Hospital.

### Production
Hogarth dépeint délibérément les sujets de ses gravures avec peu de subtilité, souhaitant que les estampes soient comprises par « des hommes du rang le plus bas » quand ils les verraient sur les murs des ateliers ou des tavernes. Les images elles-mêmes, comme avec Beer Street et Gin Lane, ont été à peu près tirés, manque les lignes plus fines de quelques-uns de ses autres œuvres. Des gravures fines et des œuvres délicates auraient rendu les tirages trop coûteux pour le public visé. Hogarth a également estimé qu'un trait gras pourrait représenter les passions des sujets tout autant que des lignes fines, notant que « ni la grande exactitude du dessin ni celle de la gravure fine n'étaient absolument nécessaire. »
Pour s'assurer que le prix des tirages était à la portée du public visé, Hogarth passe initialement une commande au graveur J. Bell pour produire les quatre motifs en gravure sur bois. Cela s'avère plus coûteux que prévu, de sorte que seules les deux dernières des quatre images sont taillées, et aucune n'est publiées dans le commerce à ce moment-là. Hogarth se met alors à créer les gravures lui-même et annonce la publication des estampes, ainsi que celle de Beer Street et Gin Lane, dans le London Evening Post pendant trois jours à partir du 14 février 1751. Les estampes sont publiées le 21 février et chacune est accompagnée d'un commentaire moralisateur, écrit par le révérend James Townley (en), un ami de Hogarth. Comme avec les gravures précédentes, telles que Industry and Idleness, des estampes individuelles sont vendues sur du papier « ordinaire » à 1 s (un shilling, soit environ 8 £ en 2019), suffisamment bon marché pour être achetées par les classes inférieures comme moyen d'instruction morale. Les versions « Fine » (élégantes) sont disponibles sur du papier « supérieur » pour 1s. 6d. (un shilling et six pence, soit environ 12 £ en 2019) pour les collectionneurs.
Les gravures sur bois originales de Bell datées du 1er janvier 1750 , reproduites sur les planches III et IV, ont été réimprimées en 1790 par John Boydell, mais les exemplaires sont rares

## Analyse des estampes
Les quatre estampes racontent la vie de Tom Nero, de son enfance à sa mort. Le patronyme « Nero » a été choisi par Hogarth sans doute en référence à l'empereur Néron, connu pour sa cruauté, ou bien selon la contraction des mots No et heroe (Pas un héros),.

### Première Étape de la cruauté

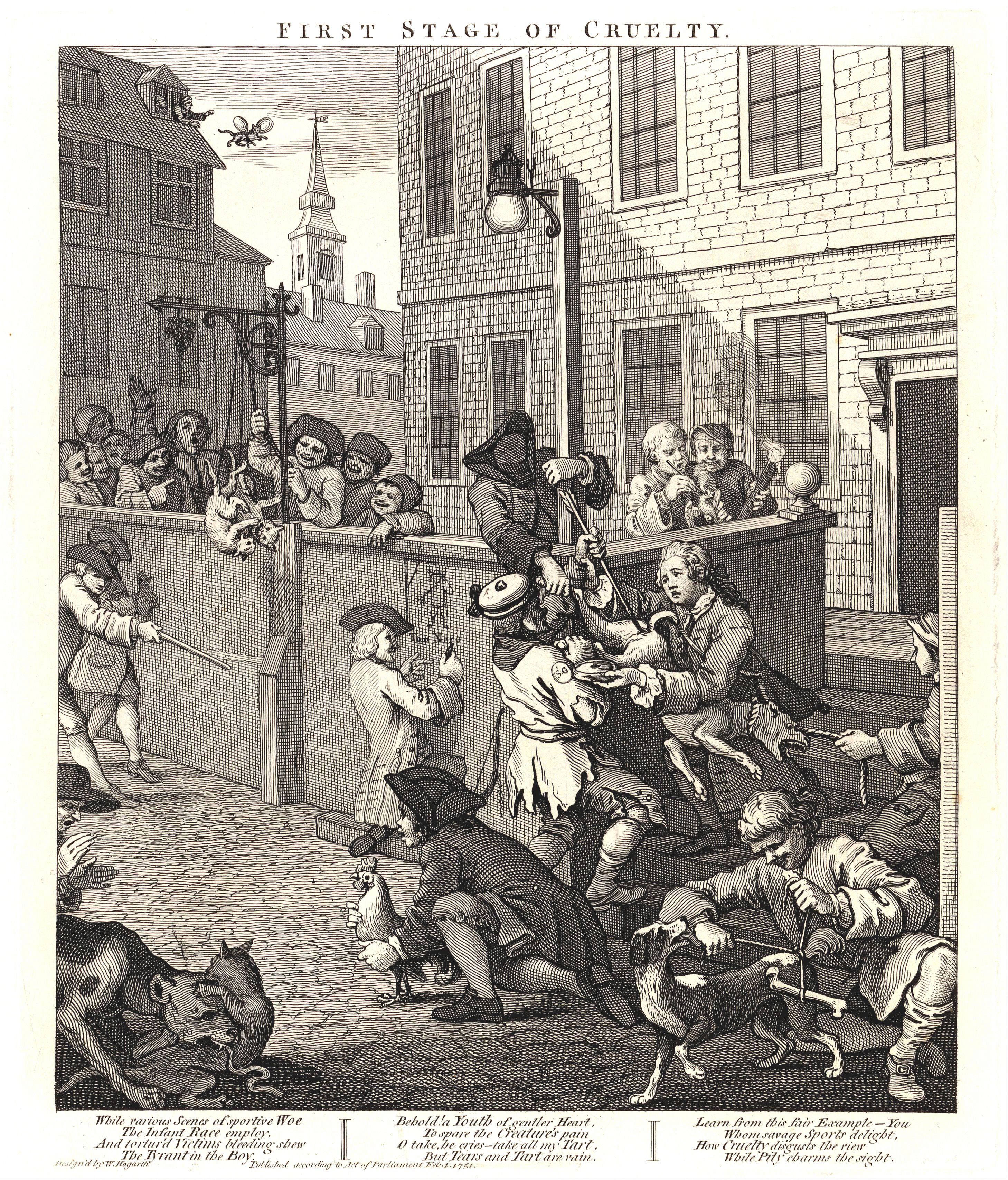
Première Étape de la cruauté (Planche I).

Il s'agit d'une scène de rue qui montre une troupe de jeunes gens qui commettent ou encouragent des actes de cruauté envers des animaux. Des garçons attachent un os à la queue de chiens (l'un d'eux attaque un chat), brûlent avec un fer rouge les yeux d'un oiseau, suspendent des chatons à une enseigne, assistent à un combat de coqs.
La légende dit :
| While various Scenes of sportive Woe, The Infant Race employ, And tortur'd Victims bleeding shew, The Tyrant in the Boy. | Behold! a Youth of gentler Heart, To spare the Creature's pain, O take, he cries—take all my Tart, But Tears and Tart are vain. | Learn from this fair Example—You Whom savage Sports delight, How Cruelty disgusts the view, While Pity charms the sight. |

Nous nous trouvons ici à Londres, on peut reconnaître à l'arrière plan, le clocher de l'église St Giles (près de Bloomsbury), lequel apparaît déjà dans La Ruelle du gin ; ce lieu est aussi une paroisse où l'on éduque des jeunes gens issus de milieux modestes. Tom Nero se trouve figuré au centre de la composition, vêtu d'un uniforme en lambeaux arborant les initiales « S.G. », et portant dans ses bras un chien : dans sa main gauche, il tient une flèche qu'il enfonce dans le derrière de l'animal. En face de lui, un jeune homme portant perruque et redingote, visiblement pris de pitié, tente de l'en empêcher en offrant à Tom un gâteau. On distingue, à gauche de Tom, un homme agenouillé portant un tricorne [Hogarth ?], qui caricature sur le mur un pendu (légendé Tom Nero) tout en pointant du doigt Tom.

### Deuxième Étape de la cruauté

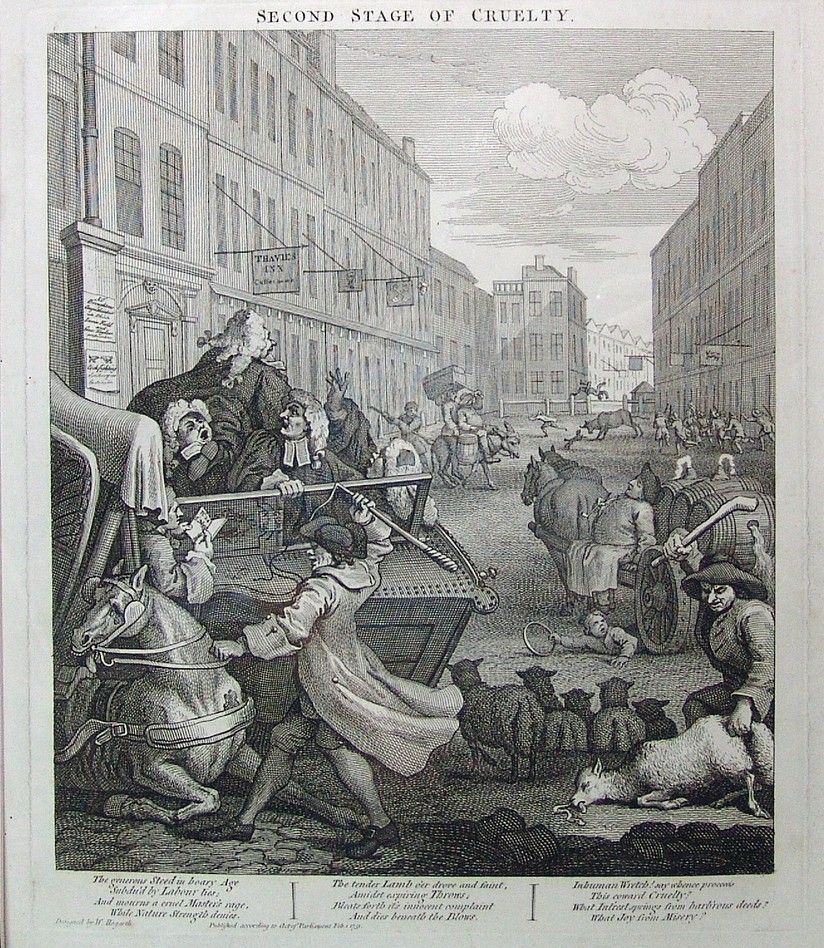
Deuxième Étape de la cruauté (Planche II).

Cette scène se déroule dans le quartier londonien de Holborn dont on reconnaît les enseignes, par exemple celle du Thavies Inn Coffee House. Sur la gauche, on voit Nero devenu adulte. Il frappe à l'aide d'un bâton son cheval qui n'arrivait plus à avancer, alors qu'il tirait une voiture visiblement surchargée, puisque quatre gros magistrats s'y trouvent. Ces magistrats demeurent insensibles au sort du cheval. L'un d'eux tient des comptes : ces hommes-là sont des pingres, ils tentent d'économiser sur le voyage en empruntant un véhicule dédié en principe à deux personnes, ou alors veulent-ils dénoncer Tom aux autorités en notant son numéro de louage. À l'arrière plan, un homme aiguillonne un âne qui ne veut pas avancer, là encore, l'animal est surchargé. À droite, un agneau épuisé meurt sous les coups ; juste en amont, un enfant est écrasé sous les roues d'une carriole à vins, le conducteur s'étant endormi.
La légende dit :
| The generous Steed in hoary Age, Subdu'd by Labour lies; And mourns a cruel Master's rage, While Nature Strength denies. | The tender Lamb o'er drove and faint, Amidst expiring Throws; Bleats forth it's innocent complaint And dies beneath the Blows. | Inhuman Wretch! say whence proceeds This coward Cruelty? What Int'rest springs from barb'rous deeds? What Joy from Misery? |

D'autres détails apparaissent : sur le mur de la rue, à gauche, des affiches publicisent des spectacles et divertissements populaires, par exemple le Broughton's Amphitheatre, connu à cette époque pour ses combats de boxe ; les noms de célèbres pugilistes y figurent comme celui de James Field et George Taylor, le premier fut d'ailleurs pendu, onze jours avant la parution de cette estampe. Une autre affiche annonce un combat de coqs (vu dans l'estampe I).

### La Cruauté parfaite

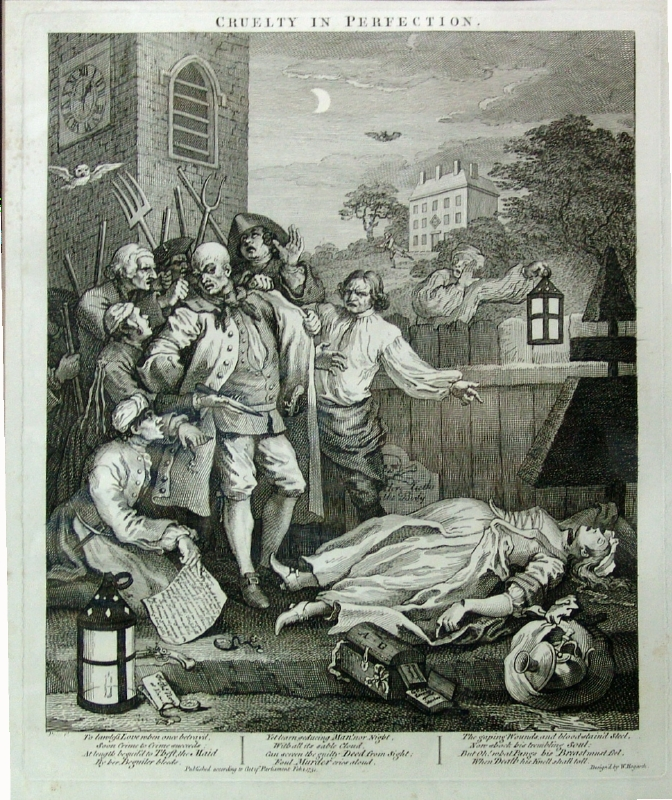
La Cruauté parfaite (Planche III).

La scène suivante se passe de nuit ; dans le ciel, un quartier de lune, une chauve-souris et une chouette. Aux pieds d'une église au clocher de laquelle l'horloge indique qu'il est passé minuit, un homme est arrêté par une troupe de sept personnes, dont l'une tient un couteau. Cet homme c'est Nero qui vient de commettre un meurtre. Au sol, gît le corps d'une jeune femme. Son poignet porte la marque d'une blessure (une tentative de suicide ?). La scène du crime est éclairée par une femme effrayée. Les traits de Nero sont grotesques, ils portent les marques de la méchanceté. La victime porte un nom, Ann Gill, dont les initiales apparaissent sur le petit coffret à moitié tombé dans le caniveau ; c'est une domestique. Cette jeune femme est visiblement enceinte. À droite, au premier plan, un linge enveloppe de la vaisselle, sans doute volée. D'autres objets sont tombés au sol : deux montres, un pistolet, une lettre pliée. Un personnage accroupi, à gauche, tient une lettre signée Ann Gill et adressée à son amant « Tommy », où elle exprime sa culpabilité pour les crimes qu'elle a commis par amour, à savoir voler sa maîtresse. La maison située à l'arrière plan est sans doute celle où travaillait Gill. Peut-être Nero l'a-t-il tuée pour ne pas être dénoncé ?
La légende dit :
| To lawless Love when once betray'd. Soon Crime to Crime succeeds: At length beguil'd to Theft, the Maid By her Beguiler bleeds. | Yet learn, seducing Man! nor Night, With all its sable Cloud, can screen the guilty Deed from sight; Foul Murder cries aloud. | The gaping Wounds and bloodstain'd steel, Now shock his trembling Soul: But Oh! what Pangs his Breast must feel, When Death his Knell shall toll. |

### La Récompense de la cruauté

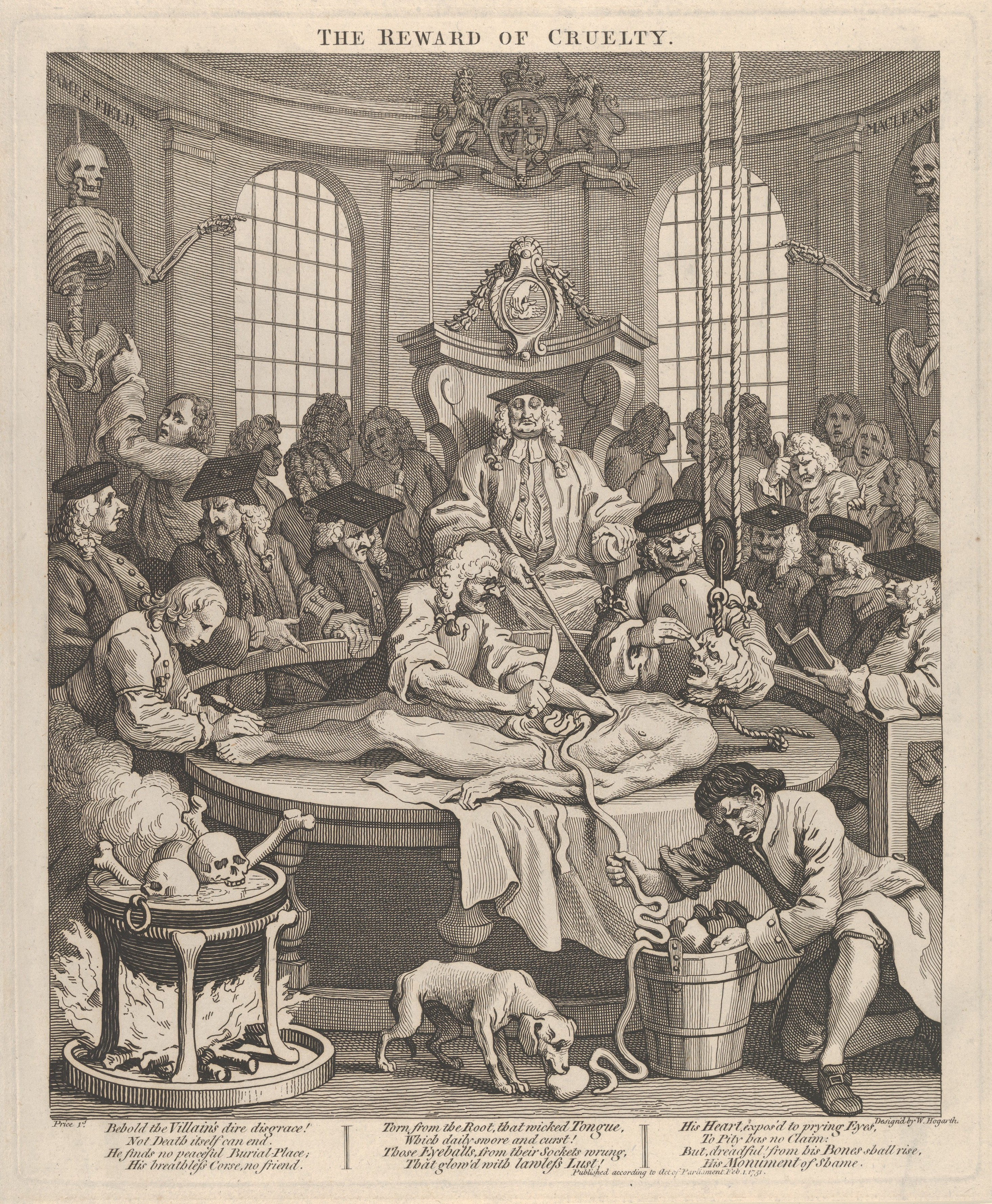
La Récompense de la cruauté (Planche IV).

Cette scène de dissection en public se situe dans le Clutherian Theatre, près de la prison de Newgate. C'est un amphithéâtre qui servait aux étudiants du Collège des chirurgiens de Londres entre 1745 et 1751. Sur la table de dissection, se trouve étendu le corps de Nero, qui a été pendu — la corde est encore visible autour de son cou. Les personnes présentes suivent la scène ou discutent sans manifester d'émotion. Le chirurgien en chef est assis au centre, sur une chaise à haut dossier, juste en dessous des armoiries royales. Sur le dossier de ce siège, on peut voir le blason des chirurgiens du Collège, une main prenant le pouls sur une autre main. Le chirurgien en chef exprime un grand mépris pour le corps de Nero en le pointant à l'aide d'une baguette. Autour du cadavre, s'activent quatre assistants : l'un tente d'extraire un œil du crâne dans lequel est planté une vis afin de le surélever, un autre lui a ouvert le ventre, un troisième va inciser les mollets, et le dernier en extrait les intestins qu'il accumule dans un seau. Pendant ce temps-là, un chien, au premier plan, s'apprête à dévorer le cœur.
La légende dit :
| Behold the Villain's dire disgrace! Not Death itself can end. He finds no peaceful Burial-Place, His breathless Corse, no friend. | Torn from the Root, that wicked Tongue, Which daily swore and curst! Those Eyeballs from their Sockets wrung, That glow'd with lawless Lust! | His Heart expos'd to prying Eyes, To Pity has no claim; But, dreadful! from his Bones shall rise, His Monument of Shame. |

D'autres détails apparaissent : à gauche, parmi le public, un jeune homme pointe du doigt un squelette qui semble rire, fixé dans une niche, surmontée d'un nom, celui de James Field, le pugiliste publicisé dans l'estampe II. En face, une même niche, cette fois c'est le squelette de James MacLaine (en), le fameux gentleman bandit exécuté en octobre 1750, qui là aussi semble se moquer. Les corps de nombreux condamnés à mort finissaient ainsi : sans sépulture, disséqués, démembrés, les os parfois dissous dans l'eau et l'acide.

## Technique et réception
Fin 1749, Hogarth comptait faire exécuter ses quatre gravures sur du bois et non sur du métal, afin de rendre le prix plus attractif. L'exécution du dessin est donc sensiblement plus grossière. Il demanda ce service au graveur J. Bell mais le résultat s'avéra plus long et plus cher que prévu. Seuls deux blocs étaient achevés (non publiés) quand Hogarth décida de finalement revenir lui-même à la technique de l'eau forte. Les gravures sont annoncées à paraître dans le London Evening Post du 14-16 février 1751, en même temps que Beer Street et Gin Lane. Les Quatre Étapes de la cruauté sortirent en définitive des presses le 21 février suivant, chaque image mesure 37,87 x 31,9 cm. Elles étaient vendues sur papier ordinaire pour le prix de 1 shilling pièce, et sur beau papier pour 1 shilling et 6 pence. La encore, en pratiquant ce mode de vente, Hogarth espérait toucher un plus large public.
Selon Paulson, en tentant d'éduquer les masses populaires, Hogarth commet une erreur d'appréciation : ses gravures, il souhaite qu'elles soient achetées, or leurs prix restent très élevés ; d'autre part, un autre problème apparaît quant à la question de leur exposition : dans une taverne (et non dans la rue), les clients concernés regardaient ces images encadrées comme étant la production d'artistes, de gens cultivés, un rapport de classe s'établissait donc et conséquemment une distance, renforcée par la légende qui fait appel à une certaine éducation, et ce faisant, sans médiation aucune, l'objet représenté manquait sa cible : le criminel potentiel, les milieux défavorisés. Par ailleurs, ces images éducatives et morales n'ont pas été réappropriées par les personnels chargés de l'éducation mais bien au contraire, en partie rejetées.